# Brotherella recurvans
Brotherella recurvans är en bladmossart som beskrevs av Fleischer 1914. Brotherella recurvans ingår i släktet Brotherella och familjen Sematophyllaceae. Inga underarter finns listade i Catalogue of Life.